# Empresa B

Certificado B. Também é o símbolo do movimento

Uma Empresa B (em inglês: B Corporation, ou B Corp.), é uma empresa que visa como modelo de negócio o desenvolvimento social e ambiental. O conceito foi criado em 2006 nos Estados Unidos pela B-Labs, que tinha como foco redefinir a noção de sucesso de uma empresa. Como consequência desta nova visão de mundo, esperam, futuramente, concicliar os interesses públicos com os privados, tornando esta distinção redundante. Uma empresa se torna B após receber um certificado da B-Lab.
De acordo com a declaração oficial do movimento, uma empresa B cria benefícios a todas as partes interessadas (stakeholders), não apenas aos acionistas (shareholders).
O assim chamado Sistema B é a adaptação das B Corps na América Latina, incluindo o Brasil.
Pesquisas descobriram que as empresas B têm um nível de produtividade mais alto do que as empresas convencionais com características semelhantes. 